# 镇江县
镇江县，中華民國大陸時期的旧县名，江苏省省会。

## 历史
前身为丹徒县，属江苏省。民国十六年（1927年），国民政府在江宁县析出南京市，是为中华民国首都。次年（1928年）7月17日，江苏省政府第九十次例会议决，以镇江为江苏省省会，呈报国民政府批准，丹徒县改名镇江县。民国十八年（1929年）2月4日，江苏省政府由南京迁往镇江。18日起，全部在镇江办公。
民国二十六年（1937年）11月，邻近的昆山县、吴县（今苏州）相继沦陷于日军之手。11月27日、28日，日军轰炸镇江。12月8日，日军占领镇江县城。日军在镇江奸淫掳掠，受难民众不计其数。由战乱、逃亡，镇江城区人口从战前的20万人锐减至2万余人:91—92。
1937年12月，日军驻军镇江宣抚班开始组织地方維持會。1938年1月10日，成立镇江自治委员会。柳衍斋任委员长、郭志诚任副委员长，另有顾问三人。设总务、行政、司法、教育、财政等机构。5月，柳衍辞职。郭志诚继任。中華民國維新政府在1938年3月成立后，其治下的各地自治会陆续改称县公署。8月1日，镇江自治会改为丹徒县公署:92—93。镇江县由此复名丹徒县。日军驻军镇江宣抚班班长加藤幸藏保荐郭志诚为县知事。郭任职至汪伪政权清鄉:93。民国三十年（1941年），汪伪政权再改名为镇江县。
1945年8月，日本投降。9月21日，江蘇省政府任命的县长丁松林抵达镇江。24日，接收伪县政府。10月15日，中国国民党江苏省党部、江苏省政府迁回镇江。1948年，中華民國內政部编辑的《中華民國行政區域簡表》中，镇江县辖区面积为1046.50平方公里，人口为521718人:13。1948年10月时，镇江县分为七个区，第一区即城区，直辖13个镇、3个乡。乡区设有6个区，下辖9镇、28乡。
1949年1月，中国人民解放军近逼长江北岸。2月5日，江苏省政府移驻苏州城。4月20日，渡江战役开始。22日，守卫镇江江防的国军第四军奉命撤退。镇江县的党政机关逃散。23日，解放军进入镇江县城。随即中国人民解放军镇江市军事管制委员会成立，袁仲贤任主任，接管镇江县。市镇分设，分别是镇江市和丹徒县。